# Issoria samoana
Issoria samoana är en fjärilsart som beskrevs av Hans Fruhstorfer 1912. Issoria samoana ingår i släktet Issoria och familjen praktfjärilar. Inga underarter finns listade i Catalogue of Life.